# Liste des planètes mineures non numérotées découvertes en juin 2016
Pour un article plus général, voir Liste des planètes mineures non numérotées découvertes en 2016.
Pour un article plus général, voir Liste des planètes mineures.
Cet article dresse la liste des planètes mineures (astéroïdes, centaures, objets transneptuniens et assimilés) non numérotées découvertes en juin 2016 dans l'ordre de leur découverte.
Au 15 janvier 2025, 661 077 des 1 434 993 planètes mineures répertoriées par le Centre des planètes mineures ne sont pas encore numérotées, soit 46,07 %.

## Rappel concernant la désignation provisoire
La désignation provisoire indique l'ordre de découverte de ces objets. En effet, cette désignation est composée de l'année de découverte (par exemple 2016) suivie de la quinzaine (demi-mois) de découverte (p.e. A = 1-15 janvier) puis de l'ordre de découverte dans cette quinzaine. Cet ordre est indiqué par une lettre et éventuellement un chiffre comme suit : A pour la première découverte, B pour la deuxième, ..., Z pour la 25e (le I n'est pas utilisé pour éviter la confusion avec 1), A1 pour la 26e, B1 pour la 27e, etc. , Z1 pour la 50e, A2 pour la 51e, B2 pour la 52e, etc. L'ordre de la numérotation ne suit donc pas l'ordre alphanumérique. 2016 AA1 suit ainsi 2016 AZ et précède 2016 AB1.

## Liste

### Du1erau 15 juin 2016
- 2016 LB
- 2016 LD
- 2016 LE
- 2016 LF
- 2016 LG
- 2016 LM
- 2016 LN
- 2016 LO
- 2016 LP
- 2016 LQ
- 2016 LR
- 2016 LS
- 2016 LT
- 2016 LU
- 2016 LV
- 2016 LA1
- 2016 LB1
- 2016 LE1
- 2016 LF1
- 2016 LH1
- 2016 LJ1
- 2016 LK1
- 2016 LL1
- 2016 LM1
- 2016 LN1
- 2016 LO1
- 2016 LP1
- 2016 LQ1
- 2016 LR1
- 2016 LS1
- 2016 LT1
- 2016 LW1
- 2016 LX1
- 2016 LZ1
- 2016 LA2
- 2016 LB2
- 2016 LC2
- 2016 LD2
- 2016 LE2
- 2016 LF2
- 2016 LG2
- 2016 LO2
- 2016 LS2
- 2016 LT2
- 2016 LX2
- 2016 LB3
- 2016 LC3
- 2016 LD3
- 2016 LE3
- 2016 LF3
- 2016 LL3
- 2016 LN3
- 2016 LP3
- 2016 LT3
- 2016 LW3
- 2016 LY3
- 2016 LF4
- 2016 LL4
- 2016 LO4
- 2016 LP4
- 2016 LQ4
- 2016 LR4
- 2016 LT4
- 2016 LZ4
- 2016 LB5
- 2016 LJ5
- 2016 LM5
- 2016 LN5
- 2016 LS5
- 2016 LT5
- 2016 LZ5
- 2016 LA6
- 2016 LC6
- 2016 LD6
- 2016 LE6
- 2016 LH6
- 2016 LK6
- 2016 LO6
- 2016 LP6
- 2016 LB7
- 2016 LD7
- 2016 LF7
- 2016 LG7
- 2016 LK7
- 2016 LS7
- 2016 LV7
- 2016 LE8
- 2016 LF8
- 2016 LH8
- 2016 LJ8
- 2016 LM8
- 2016 LQ8
- 2016 LV8
- 2016 LW8
- 2016 LX8
- 2016 LY8
- 2016 LZ8
- 2016 LA9
- 2016 LB9
- 2016 LC9
- 2016 LD9
- 2016 LE9
- 2016 LF9
- 2016 LG9
- 2016 LJ9
- 2016 LK9
- 2016 LM9
- 2016 LR9
- 2016 LT9
- 2016 LU9
- 2016 LV9
- 2016 LW9
- 2016 LX9
- 2016 LY9
- 2016 LZ9
- 2016 LA10
- 2016 LC10
- 2016 LE10
- 2016 LF10
- 2016 LG10
- 2016 LH10
- 2016 LJ10
- 2016 LK10
- 2016 LL10
- 2016 LM10
- 2016 LN10
- 2016 LP10
- 2016 LQ10
- 2016 LS10
- 2016 LT10
- 2016 LU10
- 2016 LV10
- 2016 LW10
- 2016 LY10
- 2016 LZ10
- 2016 LA11
- 2016 LB11
- 2016 LC11
- 2016 LD11
- 2016 LE11
- 2016 LF11
- 2016 LG11
- 2016 LJ11
- 2016 LL11
- 2016 LM11
- 2016 LO11
- 2016 LS11
- 2016 LW11
- 2016 LX11
- 2016 LB12
- 2016 LF12
- 2016 LP12
- 2016 LQ12
- 2016 LB13
- 2016 LF13
- 2016 LG13
- 2016 LL13
- 2016 LO13
- 2016 LP13
- 2016 LS13
- 2016 LX13
- 2016 LY13
- 2016 LL14
- 2016 LP14
- 2016 LR14
- 2016 LV14
- 2016 LZ14
- 2016 LA15
- 2016 LP15
- 2016 LR15
- 2016 LV15
- 2016 LA16
- 2016 LC16
- 2016 LG16
- 2016 LK16
- 2016 LL16
- 2016 LM16
- 2016 LO16
- 2016 LP16
- 2016 LS16
- 2016 LZ16
- 2016 LC17
- 2016 LD17
- 2016 LG17
- 2016 LH17
- 2016 LO17
- 2016 LS17
- 2016 LU17
- 2016 LW17
- 2016 LX17
- 2016 LA18
- 2016 LE18
- 2016 LF18
- 2016 LH18
- 2016 LL18
- 2016 LM18
- 2016 LN18
- 2016 LO18
- 2016 LQ18
- 2016 LS18
- 2016 LV18
- 2016 LX18
- 2016 LA19
- 2016 LE19
- 2016 LF19
- 2016 LK19
- 2016 LL19
- 2016 LR19
- 2016 LT19
- 2016 LY19
- 2016 LB20
- 2016 LC20
- 2016 LD20
- 2016 LF20
- 2016 LG20
- 2016 LH20
- 2016 LN20
- 2016 LP20
- 2016 LW20
- 2016 LE21
- 2016 LH21
- 2016 LR21
- 2016 LT21
- 2016 LW21
- 2016 LX21
- 2016 LA22
- 2016 LK22
- 2016 LS22
- 2016 LW22
- 2016 LC23
- 2016 LJ23
- 2016 LL23
- 2016 LP23
- 2016 LB24
- 2016 LD24
- 2016 LE24
- 2016 LL24
- 2016 LO24
- 2016 LS24
- 2016 LU24
- 2016 LV24
- 2016 LB25
- 2016 LG25
- 2016 LH25
- 2016 LM25
- 2016 LN25
- 2016 LO25
- 2016 LR25
- 2016 LB26
- 2016 LD26
- 2016 LF26
- 2016 LH26
- 2016 LJ26
- 2016 LO26
- 2016 LP26
- 2016 LT26
- 2016 LX26
- 2016 LC27
- 2016 LE27
- 2016 LG27
- 2016 LL27
- 2016 LS27
- 2016 LV27
- 2016 LX27
- 2016 LY27
- 2016 LA28
- 2016 LD28
- 2016 LE28
- 2016 LM28
- 2016 LN28
- 2016 LR28
- 2016 LV28
- 2016 LW28
- 2016 LZ28
- 2016 LA29
- 2016 LN29
- 2016 LO29
- 2016 LQ29
- 2016 LS29
- 2016 LY29
- 2016 LA30
- 2016 LE30
- 2016 LF30
- 2016 LG30
- 2016 LJ30
- 2016 LL30
- 2016 LN30
- 2016 LO30
- 2016 LT30
- 2016 LV30
- 2016 LA31
- 2016 LK31
- 2016 LL31
- 2016 LM31
- 2016 LO31
- 2016 LP31
- 2016 LR31
- 2016 LT31
- 2016 LU31
- 2016 LV31
- 2016 LZ31
- 2016 LA32
- 2016 LB32
- 2016 LF32
- 2016 LH32
- 2016 LM32
- 2016 LP32
- 2016 LU32
- 2016 LW32
- 2016 LX32
- 2016 LA33
- 2016 LC33
- 2016 LD33
- 2016 LH33
- 2016 LO33
- 2016 LQ33
- 2016 LS33
- 2016 LW33
- 2016 LZ33
- 2016 LB34
- 2016 LE34
- 2016 LF34
- 2016 LJ34
- 2016 LL34
- 2016 LM34
- 2016 LQ34
- 2016 LR34
- 2016 LT34
- 2016 LX34
- 2016 LZ34
- 2016 LA35
- 2016 LE35
- 2016 LF35
- 2016 LH35
- 2016 LL35
- 2016 LU35
- 2016 LV35
- 2016 LW35
- 2016 LZ35
- 2016 LC36
- 2016 LD36
- 2016 LF36
- 2016 LG36
- 2016 LK36
- 2016 LN36
- 2016 LS36
- 2016 LV36
- 2016 LD37
- 2016 LG37
- 2016 LJ37
- 2016 LO37
- 2016 LV37
- 2016 LW37
- 2016 LX37
- 2016 LC38
- 2016 LG38
- 2016 LH38
- 2016 LJ38
- 2016 LN38
- 2016 LO38
- 2016 LS38
- 2016 LY38
- 2016 LZ38
- 2016 LH39
- 2016 LN39
- 2016 LP39
- 2016 LS39
- 2016 LT39
- 2016 LX39
- 2016 LB40
- 2016 LF40
- 2016 LL40
- 2016 LS40
- 2016 LZ40
- 2016 LK41
- 2016 LL41
- 2016 LM41
- 2016 LS41
- 2016 LA42
- 2016 LB42
- 2016 LF42
- 2016 LH42
- 2016 LM42
- 2016 LR42
- 2016 LT42
- 2016 LU42
- 2016 LY42
- 2016 LZ42
- 2016 LA43
- 2016 LB43
- 2016 LS43
- 2016 LU43
- 2016 LW43
- 2016 LY43
- 2016 LF44
- 2016 LG44
- 2016 LH44
- 2016 LR44
- 2016 LS44
- 2016 LT44
- 2016 LX44
- 2016 LB45
- 2016 LC45
- 2016 LE45
- 2016 LJ45
- 2016 LK45
- 2016 LP45
- 2016 LS45
- 2016 LU45
- 2016 LV45
- 2016 LW45
- 2016 LX45
- 2016 LZ45
- 2016 LA46
- 2016 LC46
- 2016 LV46
- 2016 LB47
- 2016 LF47
- 2016 LG47
- 2016 LK47
- 2016 LL47
- 2016 LM47
- 2016 LO47
- 2016 LT47
- 2016 LU47
- 2016 LV47
- 2016 LW47
- 2016 LX47
- 2016 LY47
- 2016 LZ47
- 2016 LA48
- 2016 LB48
- 2016 LD48
- 2016 LE48
- 2016 LF48
- 2016 LH48
- 2016 LJ48
- 2016 LL48
- 2016 LM48
- 2016 LN48
- 2016 LO48
- 2016 LP48
- 2016 LR48
- 2016 LT48
- 2016 LU48
- 2016 LV48
- 2016 LW48
- 2016 LX48
- 2016 LY48
- 2016 LZ48
- 2016 LA49
- 2016 LC49
- 2016 LE49
- 2016 LF49
- 2016 LG49
- 2016 LH49
- 2016 LJ49
- 2016 LK49
- 2016 LL49
- 2016 LM49
- 2016 LN49
- 2016 LW49
- 2016 LZ49
- 2016 LD50
- 2016 LG50
- 2016 LK50
- 2016 LL50
- 2016 LY50
- 2016 LA51
- 2016 LB51
- 2016 LF51
- 2016 LG51
- 2016 LJ51
- 2016 LL51
- 2016 LN51
- 2016 LQ51
- 2016 LR51
- 2016 LS51
- 2016 LT51
- 2016 LU51
- 2016 LV51
- 2016 LX51
- 2016 LA52
- 2016 LC52
- 2016 LD52
- 2016 LE52
- 2016 LF52
- 2016 LJ52
- 2016 LN52
- 2016 LQ52
- 2016 LT52
- 2016 LU52
- 2016 LW52
- 2016 LX52
- 2016 LY52
- 2016 LZ52
- 2016 LC53
- 2016 LD53
- 2016 LF53
- 2016 LJ53
- 2016 LK53
- 2016 LL53
- 2016 LM53
- 2016 LN53
- 2016 LO53
- 2016 LP53
- 2016 LQ53
- 2016 LR53
- 2016 LT53
- 2016 LU53
- 2016 LV53
- 2016 LW53
- 2016 LY53
- 2016 LZ53
- 2016 LA54
- 2016 LB54
- 2016 LE54
- 2016 LF54
- 2016 LH54
- 2016 LJ54
- 2016 LK54
- 2016 LN54
- 2016 LO54
- 2016 LP54
- 2016 LS54
- 2016 LT54
- 2016 LU54
- 2016 LV54
- 2016 LX54
- 2016 LY54
- 2016 LA55
- 2016 LB55
- 2016 LC55
- 2016 LD55
- 2016 LE55
- 2016 LF55
- 2016 LG55
- 2016 LH55
- 2016 LJ55
- 2016 LK55
- 2016 LL55
- 2016 LM55
- 2016 LP55
- 2016 LQ55
- 2016 LS55
- 2016 LU55
- 2016 LO56
- 2016 LS56
- 2016 LU56
- 2016 LW56
- 2016 LZ56
- 2016 LD57
- 2016 LA58
- 2016 LB58
- 2016 LW59
- 2016 LB60
- 2016 LC60
- 2016 LF60
- 2016 LG60
- 2016 LM60
- 2016 LQ60
- 2016 LC61
- 2016 LP61
- 2016 LQ61
- 2016 LS61
- 2016 LY61
- 2016 LE62
- 2016 LF62
- 2016 LK62
- 2016 LM62
- 2016 LQ62
- 2016 LT62
- 2016 LC63
- 2016 LE63
- 2016 LN63
- 2016 LP63
- 2016 LS63
- 2016 LU63
- 2016 LW63
- 2016 LY63
- 2016 LM64
- 2016 LB65
- 2016 LG65
- 2016 LN65
- 2016 LA66
- 2016 LD66
- 2016 LE66
- 2016 LK66
- 2016 LL66
- 2016 LM66
- 2016 LU66
- 2016 LZ66
- 2016 LF67
- 2016 LL67
- 2016 LM67
- 2016 LN67
- 2016 LP67
- 2016 LQ67
- 2016 LA68
- 2016 LB68
- 2016 LD68
- 2016 LF68
- 2016 LM68
- 2016 LS68
- 2016 LT68
- 2016 LV68
- 2016 LW68
- 2016 LX68
- 2016 LA69
- 2016 LB69
- 2016 LC69
- 2016 LE69
- 2016 LG69
- 2016 LH69
- 2016 LJ69
- 2016 LM69
- 2016 LN69
- 2016 LP69
- 2016 LQ69
- 2016 LS69
- 2016 LT69
- 2016 LU69
- 2016 LV69
- 2016 LY69
- 2016 LA70
- 2016 LB70
- 2016 LF70
- 2016 LG70
- 2016 LH70
- 2016 LJ70
- 2016 LK70
- 2016 LL70
- 2016 LM70
- 2016 LO70
- 2016 LP70
- 2016 LR70
- 2016 LT70
- 2016 LU70
- 2016 LV70
- 2016 LW70
- 2016 LX70
- 2016 LY70
- 2016 LA71
- 2016 LC71
- 2016 LD71
- 2016 LE71
- 2016 LH71
- 2016 LJ71
- 2016 LK71
- 2016 LL71
- 2016 LM71
- 2016 LN71
- 2016 LP71
- 2016 LQ71
- 2016 LR71
- 2016 LS71
- 2016 LU71
- 2016 LW71
- 2016 LX71
- 2016 LY71
- 2016 LZ71
- 2016 LA72
- 2016 LB72
- 2016 LC72
- 2016 LD72
- 2016 LE72
- 2016 LF72
- 2016 LG72
- 2016 LH72
- 2016 LJ72
- 2016 LL72
- 2016 LM72
- 2016 LN72
- 2016 LO72
- 2016 LP72
- 2016 LQ72
- 2016 LR72
- 2016 LS72
- 2016 LT72
- 2016 LU72
- 2016 LV72
- 2016 LW72
- 2016 LX72
- 2016 LY72
- 2016 LA73
- 2016 LB73
- 2016 LC73
- 2016 LD73
- 2016 LE73
- 2016 LF73
- 2016 LG73
- 2016 LH73
- 2016 LJ73
- 2016 LK73
- 2016 LL73
- 2016 LM73
- 2016 LO73
- 2016 LP73
- 2016 LS73
- 2016 LT73
- 2016 LU73
- 2016 LV73
- 2016 LW73
- 2016 LX73
- 2016 LY73
- 2016 LA74
- 2016 LB74
- 2016 LC74
- 2016 LD74
- 2016 LE74
- 2016 LF74
- 2016 LG74
- 2016 LH74
- 2016 LJ74
- 2016 LK74
- 2016 LL74
- 2016 LM74
- 2016 LN74
- 2016 LO74
- 2016 LP74
- 2016 LQ74
- 2016 LR74
- 2016 LS74
- 2016 LT74
- 2016 LU74
- 2016 LV74
- 2016 LW74
- 2016 LX74
- 2016 LY74
- 2016 LZ74
- 2016 LB75
- 2016 LC75
- 2016 LD75
- 2016 LE75
- 2016 LG75
- 2016 LH75
- 2016 LJ75
- 2016 LK75
- 2016 LL75
- 2016 LM75
- 2016 LN75
- 2016 LO75
- 2016 LP75
- 2016 LQ75
- 2016 LR75
- 2016 LS75
- 2016 LT75
- 2016 LU75
- 2016 LV75
- 2016 LX75
- 2016 LY75
- 2016 LZ75
- 2016 LA76
- 2016 LB76
- 2016 LE76
- 2016 LF76
- 2016 LG76
- 2016 LH76
- 2016 LJ76
- 2016 LK76
- 2016 LM76
- 2016 LN76
- 2016 LR76
- 2016 LU76
- 2016 LZ76
- 2016 LC77
- 2016 LD77
- 2016 LE77
- 2016 LG77
- 2016 LH77
- 2016 LJ77
- 2016 LL77
- 2016 LP77
- 2016 LQ77
- 2016 LR77
- 2016 LS77
- 2016 LU77
- 2016 LW77
- 2016 LX77
- 2016 LY77
- 2016 LZ77
- 2016 LA78
- 2016 LB78
- 2016 LC78
- 2016 LE78
- 2016 LF78
- 2016 LG78
- 2016 LH78
- 2016 LJ78
- 2016 LK78
- 2016 LL78
- 2016 LN78
- 2016 LO78
- 2016 LP78
- 2016 LQ78
- 2016 LR78
- 2016 LT78
- 2016 LU78
- 2016 LV78
- 2016 LW78
- 2016 LX78
- 2016 LY78
- 2016 LZ78
- 2016 LA79
- 2016 LB79
- 2016 LC79
- 2016 LD79
- 2016 LE79
- 2016 LF79
- 2016 LH79
- 2016 LJ79
- 2016 LK79
- 2016 LL79
- 2016 LM79
- 2016 LN79
- 2016 LO79
- 2016 LP79
- 2016 LR79
- 2016 LS79
- 2016 LT79
- 2016 LU79
- 2016 LV79
- 2016 LW79
- 2016 LY79
- 2016 LZ79
- 2016 LA80
- 2016 LB80
- 2016 LC80
- 2016 LE80
- 2016 LF80
- 2016 LG80
- 2016 LK80
- 2016 LR80
- 2016 LS80
- 2016 LT80
- 2016 LU80
- 2016 LV80
- 2016 LX80
- 2016 LY80
- 2016 LZ80
- 2016 LA81
- 2016 LB81
- 2016 LD81
- 2016 LJ81
- 2016 LO81
- 2016 LP81
- 2016 LQ81
- 2016 LR81
- 2016 LS81
- 2016 LT81
- 2016 LU81
- 2016 LV81
- 2016 LW81
- 2016 LX81
- 2016 LY81
- 2016 LZ81
- 2016 LA82
- 2016 LC82
- 2016 LD82
- 2016 LE82
- 2016 LF82
- 2016 LG82
- 2016 LH82
- 2016 LJ82
- 2016 LK82
- 2016 LL82
- 2016 LN82
- 2016 LO82
- 2016 LR82
- 2016 LT82
- 2016 LU82
- 2016 LV82
- 2016 LW82
- 2016 LY82
- 2016 LZ82
- 2016 LA83
- 2016 LB83
- 2016 LC83
- 2016 LD83
- 2016 LF83
- 2016 LH83
- 2016 LK83
- 2016 LM83
- 2016 LN83
- 2016 LP83
- 2016 LQ83
- 2016 LR83
- 2016 LT83
- 2016 LU83
- 2016 LW83
- 2016 LX83
- 2016 LY83
- 2016 LZ83
- 2016 LA84
- 2016 LB84
- 2016 LC84
- 2016 LD84
- 2016 LE84
- 2016 LG84
- 2016 LJ84
- 2016 LK84
- 2016 LM84
- 2016 LN84
- 2016 LO84
- 2016 LP84
- 2016 LQ84
- 2016 LR84
- 2016 LS84
- 2016 LT84
- 2016 LU84
- 2016 LV84
- 2016 LX84
- 2016 LY84
- 2016 LZ84
- 2016 LB85
- 2016 LC85
- 2016 LD85
- 2016 LE85
- 2016 LF85
- 2016 LG85
- 2016 LH85
- 2016 LJ85
- 2016 LK85
- 2016 LL85
- 2016 LN85
- 2016 LP85
- 2016 LQ85
- 2016 LR85
- 2016 LS85
- 2016 LT85
- 2016 LW85
- 2016 LX85
- 2016 LY85
- 2016 LZ85
- 2016 LA86
- 2016 LB86
- 2016 LC86
- 2016 LD86
- 2016 LH86
- 2016 LJ86
- 2016 LM86
- 2016 LN86
- 2016 LO86
- 2016 LR86
- 2016 LS86
- 2016 LT86
- 2016 LU86
- 2016 LV86
- 2016 LX86
- 2016 LY86
- 2016 LZ86
- 2016 LA87
- 2016 LB87
- 2016 LC87
- 2016 LD87
- 2016 LE87
- 2016 LF87
- 2016 LG87
- 2016 LH87
- 2016 LJ87
- 2016 LK87
- 2016 LL87
- 2016 LM87
- 2016 LN87
- 2016 LR87
- 2016 LT87
- 2016 LU87
- 2016 LV87
- 2016 LW87
- 2016 LX87
- 2016 LY87
- 2016 LZ87
- 2016 LA88
- 2016 LB88
- 2016 LC88
- 2016 LD88
- 2016 LG88
- 2016 LK88
- 2016 LM88
- 2016 LN88
- 2016 LP88
- 2016 LQ88
- 2016 LR88
- 2016 LS88
- 2016 LT88
- 2016 LU88
- 2016 LV88
- 2016 LW88
- 2016 LX88
- 2016 LY88
- 2016 LZ88
- 2016 LA89
- 2016 LB89
- 2016 LC89
- 2016 LD89
- 2016 LE89
- 2016 LF89
- 2016 LG89
- 2016 LH89
- 2016 LJ89
- 2016 LK89
- 2016 LL89
- 2016 LM89
- 2016 LN89
- 2016 LO89
- 2016 LP89
- 2016 LQ89
- 2016 LR89
- 2016 LS89
- 2016 LT89
- 2016 LU89
- 2016 LV89
- 2016 LW89
- 2016 LX89
- 2016 LY89
- 2016 LZ89
- 2016 LA90
- 2016 LB90
- 2016 LC90
- 2016 LD90
- 2016 LE90
- 2016 LF90
- 2016 LG90
- 2016 LH90
- 2016 LJ90
- 2016 LK90
- 2016 LL90
- 2016 LM90
- 2016 LN90
- 2016 LO90
- 2016 LP90
- 2016 LQ90
- 2016 LR90
- 2016 LS90
- 2016 LT90
- 2016 LU90
- 2016 LV90
- 2016 LW90
- 2016 LX90
- 2016 LY90
- 2016 LZ90
- 2016 LB91
- 2016 LC91
- 2016 LD91
- 2016 LG91
- 2016 LH91
- 2016 LJ91
- 2016 LK91
- 2016 LL91
- 2016 LM91
- 2016 LN91
- 2016 LP91
- 2016 LQ91
- 2016 LR91
- 2016 LT91
- 2016 LU91
- 2016 LV91
- 2016 LW91
- 2016 LX91
- 2016 LY91
- 2016 LB92
- 2016 LC92
- 2016 LD92
- 2016 LE92
- 2016 LF92
- 2016 LG92
- 2016 LH92
- 2016 LJ92
- 2016 LK92
- 2016 LL92
- 2016 LM92
- 2016 LN92
- 2016 LO92
- 2016 LP92
- 2016 LQ92
- 2016 LS92
- 2016 LW92
- 2016 LX92
- 2016 LY92
- 2016 LA93
- 2016 LB93
- 2016 LC93
- 2016 LD93
- 2016 LE93
- 2016 LF93
- 2016 LG93
- 2016 LH93
- 2016 LJ93
- 2016 LK93
- 2016 LM93
- 2016 LN93
- 2016 LO93
- 2016 LP93
- 2016 LQ93
- 2016 LR93
- 2016 LS93
- 2016 LT93
- 2016 LU93
- 2016 LV93
- 2016 LW93
- 2016 LX93
- 2016 LZ93
- 2016 LA94
- 2016 LB94
- 2016 LC94
- 2016 LE94
- 2016 LG94
- 2016 LH94
- 2016 LJ94
- 2016 LK94
- 2016 LL94
- 2016 LM94
- 2016 LO94
- 2016 LP94
- 2016 LQ94
- 2016 LR94
- 2016 LS94
- 2016 LU94
- 2016 LV94
- 2016 LW94
- 2016 LX94
- 2016 LY94
- 2016 LA95
- 2016 LD95
- 2016 LE95
- 2016 LF95
- 2016 LG95
- 2016 LH95
- 2016 LK95
- 2016 LM95
- 2016 LN95
- 2016 LP95
- 2016 LQ95
- 2016 LR95
- 2016 LS95
- 2016 LT95
- 2016 LU95
- 2016 LW95
- 2016 LX95
- 2016 LZ95
- 2016 LA96
- 2016 LB96
- 2016 LC96
- 2016 LD96
- 2016 LF96
- 2016 LG96
- 2016 LH96
- 2016 LJ96
- 2016 LK96
- 2016 LL96
- 2016 LN96
- 2016 LP96
- 2016 LQ96
- 2016 LS96
- 2016 LT96
- 2016 LU96
- 2016 LV96
- 2016 LW96
- 2016 LX96
- 2016 LY96
- 2016 LZ96
- 2016 LA97
- 2016 LD97
- 2016 LE97
- 2016 LF97
- 2016 LG97
- 2016 LH97
- 2016 LJ97
- 2016 LK97
- 2016 LL97
- 2016 LM97
- 2016 LN97
- 2016 LO97
- 2016 LP97
- 2016 LQ97
- 2016 LR97
- 2016 LS97
- 2016 LT97
- 2016 LU97
- 2016 LV97
- 2016 LW97
- 2016 LX97
- 2016 LY97
- 2016 LZ97
- 2016 LA98
- 2016 LB98
- 2016 LC98
- 2016 LD98
- 2016 LG98
- 2016 LH98
- 2016 LJ98
- 2016 LK98
- 2016 LM98
- 2016 LO98
- 2016 LP98
- 2016 LT98
- 2016 LU98
- 2016 LV98
- 2016 LW98
- 2016 LX98
- 2016 LY98
- 2016 LA99
- 2016 LB99
- 2016 LC99
- 2016 LD99
- 2016 LE99
- 2016 LF99
- 2016 LG99
- 2016 LH99
- 2016 LJ99
- 2016 LK99
- 2016 LL99
- 2016 LM99
- 2016 LN99
- 2016 LP99
- 2016 LQ99
- 2016 LS99
- 2016 LT99
- 2016 LU99
- 2016 LV99
- 2016 LW99
- 2016 LX99
- 2016 LY99
- 2016 LZ99
- 2016 LA100
- 2016 LB100
- 2016 LC100
- 2016 LD100
- 2016 LF100
- 2016 LG100
- 2016 LH100
- 2016 LJ100
- 2016 LK100
- 2016 LM100
- 2016 LN100
- 2016 LO100
- 2016 LP100
- 2016 LQ100
- 2016 LR100
- 2016 LS100
- 2016 LT100
- 2016 LU100
- 2016 LV100
- 2016 LW100
- 2016 LX100
- 2016 LY100
- 2016 LZ100
- 2016 LA101
- 2016 LB101
- 2016 LC101
- 2016 LE101
- 2016 LF101
- 2016 LG101
- 2016 LH101
- 2016 LJ101
- 2016 LK101
- 2016 LL101
- 2016 LM101
- 2016 LO101
- 2016 LP101
- 2016 LQ101
- 2016 LR101
- 2016 LS101
- 2016 LT101
- 2016 LV101
- 2016 LX101
- 2016 LY101
- 2016 LZ101
- 2016 LA102
- 2016 LC102
- 2016 LD102
- 2016 LE102
- 2016 LF102
- 2016 LG102
- 2016 LH102
- 2016 LJ102
- 2016 LK102
- 2016 LL102
- 2016 LM102
- 2016 LN102
- 2016 LO102
- 2016 LP102
- 2016 LQ102
- 2016 LR102
- 2016 LS102
- 2016 LT102
- 2016 LU102
- 2016 LV102
- 2016 LW102
- 2016 LX102
- 2016 LY102
- 2016 LZ102
- 2016 LA103
- 2016 LB103
- 2016 LC103
- 2016 LD103
- 2016 LE103
- 2016 LF103
- 2016 LG103
- 2016 LH103
- 2016 LJ103
- 2016 LK103
- 2016 LL103
- 2016 LM103
- 2016 LN103
- 2016 LO103
- 2016 LQ103
- 2016 LR103
- 2016 LS103
- 2016 LT103
- 2016 LU103
- 2016 LV103
- 2016 LW103
- 2016 LX103
- 2016 LY103
- 2016 LZ103
- 2016 LA104
- 2016 LB104
- 2016 LC104
- 2016 LD104
- 2016 LE104
- 2016 LF104
- 2016 LG104
- 2016 LH104
- 2016 LK104
- 2016 LL104
- 2016 LM104
- 2016 LN104
- 2016 LO104
- 2016 LP104
- 2016 LQ104
- 2016 LR104
- 2016 LS104
- 2016 LU104
- 2016 LV104
- 2016 LW104
- 2016 LX104
- 2016 LY104
- 2016 LA105
- 2016 LB105
- 2016 LC105
- 2016 LD105
- 2016 LE105
- 2016 LF105
- 2016 LG105
- 2016 LH105
- 2016 LJ105
- 2016 LK105
- 2016 LL105
- 2016 LM105
- 2016 LN105
- 2016 LO105
- 2016 LP105
- 2016 LQ105
- 2016 LR105
- 2016 LS105
- 2016 LT105
- 2016 LU105
- 2016 LV105
- 2016 LW105
- 2016 LX105
- 2016 LY105
- 2016 LA106
- 2016 LB106
- 2016 LC106
- 2016 LD106
- 2016 LE106
- 2016 LF106
- 2016 LG106
- 2016 LH106
- 2016 LJ106
- 2016 LK106
- 2016 LN106
- 2016 LO106
- 2016 LP106
- 2016 LQ106
- 2016 LR106
- 2016 LS106
- 2016 LT106
- 2016 LU106
- 2016 LV106
- 2016 LW106
- 2016 LX106
- 2016 LY106
- 2016 LZ106
- 2016 LA107
- 2016 LB107
- 2016 LC107
- 2016 LD107
- 2016 LE107
- 2016 LF107
- 2016 LG107
- 2016 LH107
- 2016 LJ107
- 2016 LK107
- 2016 LL107
- 2016 LM107
- 2016 LN107
- 2016 LO107
- 2016 LP107
- 2016 LQ107
- 2016 LR107
- 2016 LS107
- 2016 LT107
- 2016 LU107
- 2016 LV107
- 2016 LW107
- 2016 LX107
- 2016 LY107
- 2016 LZ107
- 2016 LA108
- 2016 LB108
- 2016 LC108
- 2016 LD108
- 2016 LE108
- 2016 LF108
- 2016 LG108
- 2016 LH108
- 2016 LJ108
- 2016 LK108
- 2016 LL108
- 2016 LM108
- 2016 LN108
- 2016 LO108
- 2016 LP108
- 2016 LQ108
- 2016 LR108
- 2016 LS108
- 2016 LT108
- 2016 LU108
- 2016 LW108
- 2016 LX108
- 2016 LY108
- 2016 LZ108
- 2016 LA109
- 2016 LB109
- 2016 LC109
- 2016 LD109
- 2016 LE109
- 2016 LF109
- 2016 LG109
- 2016 LH109
- 2016 LJ109
- 2016 LL109
- 2016 LM109
- 2016 LN109
- 2016 LO109
- 2016 LP109
- 2016 LQ109
- 2016 LR109
- 2016 LS109

### Du 16 au 30 juin 2016
- 2016 MA
- 2016 MB
- 2016 MH
- 2016 MJ
- 2016 MK
- 2016 ML
- 2016 MM
- 2016 MO
- 2016 MS
- 2016 MW
- 2016 MX
- 2016 MZ
- 2016 MA1
- 2016 MB1
- 2016 MC1
- 2016 MF1
- 2016 MG1
- 2016 MH1
- 2016 MJ1
- 2016 MK2
- 2016 MN2
- 2016 MR2
- 2016 MS2
- 2016 MT2
- 2016 MG3
- 2016 MH3
- 2016 MK3
- 2016 ML3
- 2016 ME4
- 2016 MH4
- 2016 MM4
- 2016 MQ4
- 2016 MS4
- 2016 MW4
- 2016 MY4
- 2016 MC5
- 2016 MD5
- 2016 ME5
- 2016 MF5
- 2016 MG5
- 2016 MH5
- 2016 MJ5
- 2016 ML5
- 2016 MM5
- 2016 MN5
- 2016 MO5
- 2016 MP5
- 2016 MQ5
- 2016 MR5
- 2016 MV5
- 2016 MX5
- 2016 MZ5
- 2016 MA6
- 2016 MB6
- 2016 MC6
- 2016 MD6
- 2016 ME6
- 2016 MG6
- 2016 MK6
- 2016 ML6
- 2016 MM6
- 2016 MN6
- 2016 MP6
- 2016 MQ6
- 2016 MR6
- 2016 MS6
- 2016 MT6
- 2016 MU6
- 2016 MA7
- 2016 MB7
- 2016 MF7
- 2016 MG7
- 2016 MH7
- 2016 MJ7
- 2016 MK7
- 2016 MN7
- 2016 MO7
- 2016 MP7
- 2016 MQ7
- 2016 MR7
- 2016 MS7
- 2016 MU7
- 2016 MV7
- 2016 MW7
- 2016 MX7
- 2016 MY7
- 2016 MZ7
- 2016 MA8
- 2016 MC8
- 2016 MD8
- 2016 MF8
- 2016 MG8
- 2016 MH8
- 2016 MJ8
- 2016 MK8
- 2016 ML8
- 2016 MM8
- 2016 MN8
- 2016 MO8
- 2016 MP8
- 2016 MQ8
- 2016 MR8
- 2016 MS8
- 2016 MT8
- 2016 MU8
- 2016 MV8
- 2016 MW8
- 2016 MX8
- 2016 MY8
- 2016 MA9
- 2016 MB9
- 2016 MC9